# Mesosemia evias
Mesosemia evias is een vlindersoort uit de familie van de prachtvlinders (Riodinidae), onderfamilie Riodininae.
Mesosemia evias werd in 1923 beschreven door Stichel.